# Aclista fusca
Aclista fusca är en stekelart som först beskrevs av Jean-Jacques Kieffer 1910.  Aclista fusca ingår i släktet Aclista, och familjen hyllhornsteklar. Arten är reproducerande i Sverige.